# EWHL Super Cup 2017/18
Der EWHL Super Cup 2017/18 war die siebte Austragung des EWHL Super Cups. Der Wettbewerb im Eishockey der Frauen wurde von der Elite Women’s Hockey League (EWHL) organisiert.

## Modus und Teilnehmer
Die acht teilnehmenden Mannschaften spielten in einer Einfachrunde Jeder gegen jeden. Für einen Sieg gab es drei Punkte; für einen Sieg nach Verlängerung (Sudden Victory Overtime) oder Penaltyschießen bekam der Sieger zwei Punkte, der Verlierer einen.

## Kreuztabelle
|                     | Almaty                                       | Salzburg                                 | Memmingen                                | Wien                           | Ingolstadt                     | Planegg                                       | Bozen                                   | Budapest                                |
| ------------------- | -------------------------------------------- | ---------------------------------------- | ---------------------------------------- | ------------------------------ | ------------------------------ | --------------------------------------------- | --------------------------------------- | --------------------------------------- |
| Aisulu Almaty       |                                              |                                          | 0:1 (0:0,0:0,0:1) Spielbericht           |                                | 2:3 (0:2,0:1,2:0) Spielbericht |                                               |                                         | 1:5 (0:1,0:3,1:1) Spielbericht          |
| DEC Salzburg Eagles | 0:1 n. P. (0:0,0:0,0:0,0:0,0:1) Spielbericht |                                          |                                          |                                | 3:2 (1:0,1:2,1:0) Spielbericht |                                               | 4:3 (0:1,0:1,4:1) Spielbericht          |                                         |
| ECDC Memmingen      |                                              | 3:2 (1:0,2:1,0:1) Spielbericht           |                                          | 6:2 (1:0,1:1,4:1) Spielbericht |                                |                                               | 8:5 (2:1,4:3,2:1) Spielbericht          | 3:4 (1:1,0:1,2:1,0:1) (OT) Spielbericht |
| EHV Sabres Vienna   | 1:3 (0:1,1:1,0:1) Spielbericht               | 5:4 n. V. (1:1,2:3,1:0,1:0) Spielbericht |                                          |                                |                                | 1:2 (0:2,0:0,1:0) Spielbericht                |                                         |                                         |
| ERC Ingolstadt      |                                              |                                          | 3:1 (1:0,1:1,1:0) Spielbericht           | 3:2 (1:1,1:0,1:1) Spielbericht |                                |                                               | 3:4 (2:1,0:1,1:1,0:1) (OT) Spielbericht | 3:4 (1:1,0:1,2:2) Spielbericht          |
| ESC Planegg         | 4:0 (0:0,0:0,4:0) Spielbericht               | 5:3 (1:0,1:2,3:1) Spielbericht           | 3:4 n. V. (0:0,1:1,2:2,0:1) Spielbericht |                                | 3:1 (1:0,0:1,2:0) Spielbericht |                                               |                                         |                                         |
| EV Bozen Eagles     | 1:2 (0:0,0:2,1:0) Spielbericht               |                                          |                                          | 1:6 (1:2,0:2,0:2) Spielbericht |                                | 3:4 n. P. (2:0,0:1,1:2,0:0,0:1)) Spielbericht |                                         | 4:6 (1:2,1:3,2:1) Spielbericht          |
| KMH Budapest        |                                              | 5:1 (2:0,2:1,1:0) Spielbericht           |                                          | 2:0 (0:0,1:0,1:0) Spielbericht |                                | 6:3 (1:2,2:0,3:1) Spielbericht                |                                         |                                         |

## Tabelle
| Platz | Mannschaft          | Land        | Spiele | S | OTS | OTN | N | Tore  | Punkte |
| ----- | ------------------- | ----------- | ------ | - | --- | --- | - | ----- | ------ |
| 1.    | KMH Budapest        | Ungarn      | 7      | 6 | 1   | 0   | 0 | 32:15 | 20     |
| 2.    | ECDC Memmingen      | Deutschland | 7      | 4 | 1   | 1   | 1 | 26:19 | 15     |
| 3.    | ESC Planegg         | Deutschland | 7      | 4 | 1   | 1   | 1 | 24:18 | 15     |
| 4.    | ERC Ingolstadt      | Deutschland | 7      | 3 | 0   | 1   | 3 | 18:19 | 10     |
| 5.    | Aisulu Almaty       | Kasachstan  | 7      | 2 | 1   | 0   | 4 | 9:15  | 8      |
| 6.    | DEC Salzburg Eagles | Osterreich  | 7      | 2 | 0   | 2   | 3 | 17:24 | 8      |
| 7.    | EHV Sabres Vienna   | Osterreich  | 7      | 1 | 1   | 0   | 5 | 17:21 | 5      |
| 8.    | EV Bozen Eagles     | Italien     | 7      | 0 | 1   | 1   | 5 | 21:33 | 3      |